# Autorité du tourisme de Thaïlande
L'Autorité du tourisme de Thaïlande (ATT) (thaï : การท่องเที่ยวแห่งประเทศไทย, anglais : Tourism Authority of Thailand (TAT)) est un organisme thaïlandais relevant du ministère du Tourisme et des Sports (en). Elle est créée en 1979 en remplacement de la Tourism  Organization of Thailand (TOT), fondée en 1960. Son objectif est de promouvoir le tourisme responsable en Thaïlande. Depuis 2023, la gouverneure de la TAT est Thapanee Kiatphaibool,.

## Histoire
Une organisation appelée Tourisme de Thaïlande est fondée en 1924 à l’initiative du maréchal prince Krom Phra Kamphaeng Phet Akkarayothin. Pendant 50 ans, la responsabilité d'attirer les touristes en Thaïlande est partagée entre les Chemins de fer nationaux de Thaïlande (en), le ministère du Commerce (en), le ministère des Transports (en) et le bureau du Premier ministre (en).
Le 18 mars 1960, le gouvernement thaïlandais crée le Tourist Organization of Thailand (TOT), une agence chargée de coordonner la promotion touristique nationale,,.
Le 4 mai 1979, cette organisation devient l’Autorité du tourisme de Thaïlande (TAT) et reçoit de nouvelles missions : développement du tourisme domestique, régulation du secteur et mise en œuvre de politiques durables.
Dans les années 1980 et 1990, la TAT lance des campagnes emblématiques telles que Amazing Thailand et Land of a Thousand Smiles. Elle organise également le Thailand Tourism Festival et crée les Thailand Tourism Awards pour valoriser les bonnes pratiques dans le secteur.
En 2008, la TAT initie le programme 7 Greens pour encourager un tourisme respectueux de l’environnement. En 2020, elle lance la certification SHA (Safety & Health Administration) pour garantir des standards sanitaires dans les établissements touristiques, en réponse à la pandémie de COVID-19. En 2023, elle introduit les Sustainable Tourism Goals (STGs) et le programme STAR (Sustainable Tourism Acceleration Rating), destiné à évaluer l'engagement environnemental et social des opérateurs touristiques.
En 2025, la TAT poursuit ses efforts de promotion à travers les campagnes Visit Thailand Year: Amazing New Chapters et Amazing Thailand Grand Tourism and Sports Year. Elle vise à générer 3,4 billions de bahts de revenus touristiques, dont 2,23 billions issus des visiteurs internationaux (39 millions attendus), et 1,17 billion du tourisme intérieur (205 millions de déplacements).

## Office National du Tourisme de Thaïlande à Paris
Succédant à Worapa Angkhasirisap, Soraya Homchuen est l’actuelle directrice de l’Office National du Tourisme de Thaïlande à Paris. Le marché français fournit 745 290 voyageurs et 44,5 milliards de bahts de recettes en 2019, mais ces chiffres chutent à 1 868 visiteurs au premier semestre 2021 en raison de la crise sanitaire.

## Initiatives
L'ATT utilise le slogan Amazing Thailand pour promouvoir la Thaïlande à l'international, ainsi que Even More Amasing Thailand pour sa campagne 2022
En 2015, ce slogan a été complété par une campagne Discover Thainess. Le directeur de l'ATT, Thawatchai Arunyik, a déclaré que la campagne intégrerait les "douze valeurs" que le chef de la junte thaïlandaise et Premier ministre Prayut Chan-o-cha souhaite que tous les Thaïlandais pratiquent.
L'ATT a soutenu le Festival international du film de Bangkok.
En 2017, le gouvernement thaïlandais a approuvé un budget de 144 millions de bahts pour financer le Guide Michelin dans le cadre d'un contrat de cinq ans pour créer des guides Michelin pour la Thaïlande, en commençant par Bangkok. Le guide Michelin de Bangkok est sorti le 6 décembre 2017. Alors que les autorités thaïlandaises cherchent à diminuer le nombre de vendeurs de rue en les cantonnant aux quartiers touristiques, l'une des étoilées (Jay Fai, cuisine de rue : « célèbre pour son omelette au crabe confectionnée au wok, la cuisinière exerce en tenue du commandant Cousteau : bonnet et grosses lunettes de plongée qui la protègent des embruns graisseux.») a d'ailleurs voulu rendre son étoile, car elle était gênée par les gens qui venaient prendre des photos et non manger. Le restaurant Gaggan reçut quant à lui deux étoiles.
Lors du 69e Festival de Cannes en 2016, la Thaïlande a introduit une politique de remise de prix pour les films étrangers tournés en Thaïlande, qui est entrée en vigueur en janvier 2017.
Lors de la pandémie de Covid-19, l'ATT a mis en place diverses mesures,,,, dont un droit d'entrée de 9 dollars pour les touristes étrangers